# Bleach Filmul: Capitolul Iadului
Bleach Filmul: Capitolul Iadului al seriei anime Bleach se bazează pe seria manga Bleach de Tite Kubo. Bleach Filmul: Capitolul Iadului din Bleach, serie de anime, este regizat de Noriyuki Abe și produs de Studioul Pierrot și TV Tokyo și a avut premiera pe data de 4 decembrie 2010 la cinema în Japonia.

## Povestea
„Notă: Episodul 299 este un prolog ce are loc înainte de film.”
„Iadul” este locul în care o persoană este trimisă după ce a comis crime violente atunci când era în viață. Shinigamilor le este interzis să meargă acolo. Într-o zi, prizonierii se revoltă și scapă în Karakura în care Ichigo și prietenii săi trăiesc. Ichigo și prietenii săi sunt învinși unul după altul de către deținuții cu puteri copleșitoare. Un bărbat misterios apare ce vine în ajutorul lor. Cu Kokuto în frunte, Ichigo, Rukia, Uryu și Renji intră în Iad pentru a salva lumea.